# بنو زيان

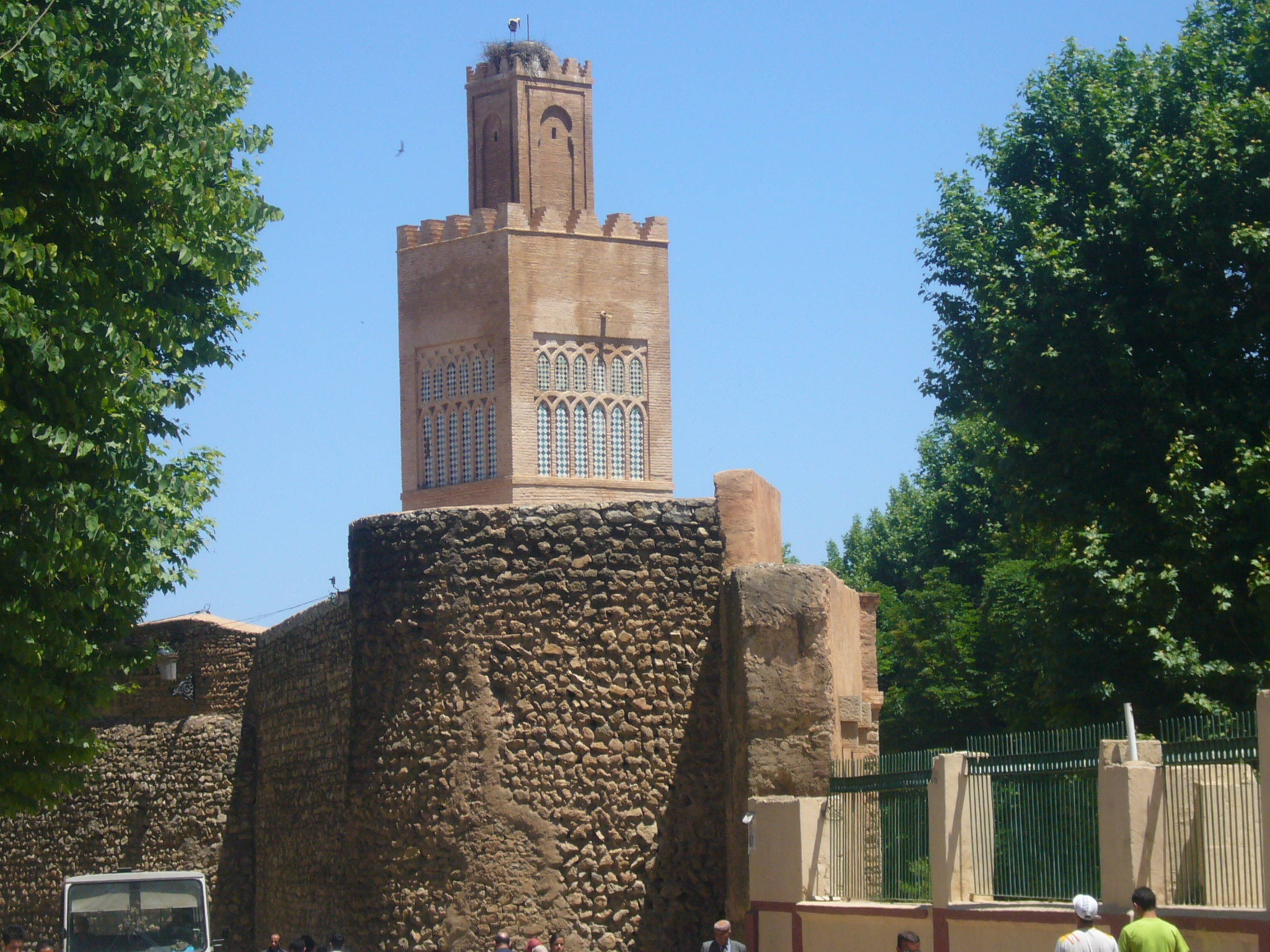
قصر المشور، تلمسان

الزيانيون، بنو زيان أو بنو عبد الواد (باللغة الأمازيغية: آيت زيان) سلالة حاكمة تعود إلى قبيلة زناتة الأمازيغية حكمت المغرب الأوسط (شمال غرب الجزائر حاليًا) بين (1235م و1554م) حيث اتخذوا من تلمسان عاصمة لهم. في رواية أخرى لأصلهم فهم من نسل يكمثين بن القاسم من سلالة الأدارسة.

## أصلهم
بنو عبد الواد، هم فرع من فروع الطبّقة الثّانية من زناتة إحدى أكبر وأشهر القبائل الأمازيغية ببلاد المغرب الأوسط، وأصل تسميتهم عائد إلى جدّهم عبد الواد، وهم من ولد يادين بن محمد بن رزجيك بن اسين بن ورسيك بن زناتة،  وكانوا عدّة بطون هي: بنو ياتكتن، بنو وللو، بنو تومرت، بنو ورسطف وبنو مصوجة، ويضاف إليهم بنو القاسم الذين ينتسب إليهم بنو زيان حكام الدّولة الزيانية.
ولم تزل رياسة بنى عبد الواد في بنى القسام لشدة شوكتهم واعتزاز عصبيتهم وكانو بطونا كثيرة فمنهم بنو يكمثين بن القاسم وكان منهم ويعزن بن مسعود بن يكمثين، وأخواه يكمثين وعمر، وكان أيضا منهم اغدوى بن يكمثين الأكبر ويقال الاصغر، ومنهم أيضا عبد الحق من منغفاد بن ولد ويعزن، وكانت الرياسة عليهم لعهد عبد المؤمن لعبد الحق بن منغفاد واغدوى بن يكمثين وعبد الحق بن منغفاد هو الذي استنقذ الغنائم من يدى بنى مرين وقتل المخضب المسوف حين بعثه عبد المؤمن مع الموحدين.
وذكرت بعض المصادر أن القاسم بن محمد من نسل السّليمانيين، كان حاكما على مدينة تلمسان من قبل الأدارسة، ولما تغلب عليه الفاطميون دخل بنو عبد الواد الذين كانوا يسكنون بالصحراء جنوب تلمسان، فأصهر فيهم وعقّب «عقبا مباركًا»، وإليه ينتسب ملوك بني زيان، وقد فنّد عبد الرحمن بن خلدون هذه الرواية وكذلك قضية النّسب الإدريسي للزيانيين، وذكر أنّ يغمراسن بن زيان لما سئل عن ذلك أجاب قائلا:«إذا كان هذا صحيحا فل ينفعنا عند الله وأمّا الدنيا فإنّما نلناها بسيوفنا».

## استقرارهم بتلمسان
كان بنو عبد الواد عبارة عن قبائل رحل يجوبون صحراء المغرب الأوسط بحثا عن المراعي بين سجلماسة ومنطقة الزاب بإفريقية، ولما قام عقبة بن نافع الفهري بحركته في بلاد المغرب فاتحًا، ساندوه وشكلوا فرقة من جيشه تابعت معه فتوحاته غربًا.
ولما حلّ عرب بني هلال بالمغرب انزاح بنو عبد الواد أمامهم من الزّاب واستقروا في منطقة جنوب وهران، وفي عهد المرابطين حضروا مع يوسف بن تاشفين معركة الزلاقة.

## توليهم الحكم
في سنة (627ھ - 1229م) قام والي تلمسان أبو سعيد عثمان أخ المأمون الموحدي بالقبض على مشايخ بني عبد الواد في محاولة منه للقضاء على نفوذهم الّذي ازداد في المنطقة، فسعى للشّفاعة فيهم أحد رجال الحامية وهو إبراهيم بن إسماعيل بن علان الصنهاجي اللّمتوني، لكن شفاعته لم تقبل، فغضب لذلك وثار واعتقل والي تلمسان وأطلق مشايخ بني عبد الواد وخلع طاعة الموحدين، وكان الغرض من حركته نصرة ثورة بني غانية الّتي كانت تهدف إلى إحياء دولة المرابطين في بلاد المغرب.
ولما أراد إبراهيم بن علان الصنهاجي إتمام مخططه، والتخلّص من مشيخة بني عبد الواد، اكتشف أمره فقبض عليه وعلى أعوانه وقُيّدوا، ودخل جابر بن يوسف وإخوته مدينة تلمسان وأعاد الدّعوة للمأمون الموحدي، وأصبح أميرها من قبله، فضبط أمورها، وقام بحركة لضمّ بطون بني عبد الواد إلى سلطته، ولما أراد إخضاع مدينة ندرومة وحاصرها أصابه سهم أودى بحياته آواخر سنة (629 ھ -1231م.)
بعد وفاة جابر بن يوسف، خلفه ابنه الحسن الّذي تولى لمدّة ستّة أشهر، ثمّ تخلى عن الحكم لعمه عثمان بن يوسف مطلع سنة (630 ھ- 1232م)، وخلفه أبو عزة زيدان بن زيان، وكان قويّا وشجاعًا، وأطاعته جميع البطون والقبائل وامتنع عن مبايعته بنو مطهر وبنو راشد، فحاربهم وقتل في إحدى المعارك سنة (633 ھ-1235م)، فخلفه يغمراسن بن زيان الذي يعتبر المؤسّس الحقيقي للدولة الزيانية.دور يغمراسن بن زيان في تأسيس الدّولة
وكان يغمراسن بن زيان يتميّز بصفات وخصال أهلته للقيام بدور كبير في وضع الأسس المتينة لدولة بني عبد الواد النّاشئة، وتميّز بمواقفه الحربية الكثيرة، خاصّة ضدّ قبائل بني توجين ومغراوة، حيث خرّب مواطنهم في محاولة منه لإخضاعهم وضمّهم إلى سلطته، كما كانت له مع بني مرين بالمغرب الأقصى عدّة حروب وكذلك مع بني حفص شرقا، ورغم هزائمه أمامهم كان يدافع عن مملكته محاولا حمايتها من الأخطار الّتي كانت تتهددها شرقا وغربًا، وبدأ في توسيع حدودها على حساب أقاليم الدّولة الموحدية الّتي كانت تتداعى إلى السقوط، ثمّ قام بإلغاء سلطة الموحدين على تلمسان واستقلّ بها مع إبقائه على الدعاء والخطبة للخليفة الموحدي وذكر اسمه في السّكة، ونازعه بنو مطهر وبنو راشد لكنّه هزمهم، وأقام الدّولة على قواعد متينة، فاتخذ الوزراء والكتاب والقضاة، واستمر عهده حتّى سنة 681ھ/1282م ما مكّنه من توطيد ملكه وتأسيس نظم دولة جديدة بالمغرب الأوسط.

## حدود الدّولة الزيانية
شغلت الدّولة الزيانية إقليم المغرب الأوسط (أو شمال غرب الجزائر حاليا)، وعمل حكامها بدءًا بجدّهم يغمراسن بن زيان على توسيع حدودها وتثبيت قواعدها وضم القبائل إلى سلطتهم.
وتمكن يغمراسن من التوسع غربًا، وصار الحد الفاصل بينه وبين دولة بني مرين بالمغرب الأقصى وادي ملوية.
حدودها كانت تمتد من تخوم بجاية وبلاد الزاب شرقا إلى وادي ملوية غربًا، ومن ساحل البحر شمالاً إلى إقليم توات جنوبًا، وبقيت هذه الحدود في مد وجزر بسبب هجمات بني مرين غربًا وبني حفص شرقًا وكانت العاصمة مدينة تلمسان.
لم تكن حدود الدّولة الزيانية ثابتة ومستقرّة، بل كانت بين مد وجزر تبعًا للظروف السياسية والأخطار الخارجية، وكانت لا تتجاوز في بعض عهودها أسوار العاصمة تلمسان، مثلما حصل أيام الحصار المريني لها سنة 699 – 706 هـ أو 1299 – 1307 م، بل اختفت معالمها نهائيا عندما هاجمها أبو الحسن المريني سنة 737 هـ/1337م، إلى غاية إحيائها من جديد على يد أبي حمو موسى الثاني سنة 760 هـ/1359م.

## علاقاتهم

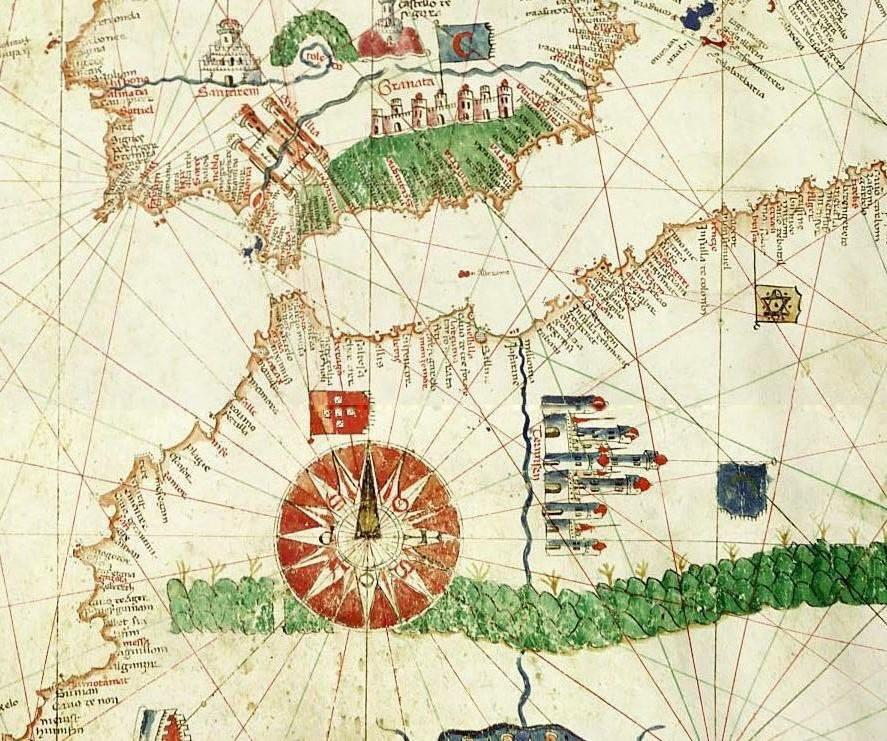
خريطة الاندلس ومملكة بني زيان والمملكة الوطاسية 1489م

يعتبر بنو عبد الواد من أنصار الموحدين، نقل هؤلاء إليهم إدارة مدينة تلمسان. بعد سقوط الموحدين استقل أبو يحي يغمراسن بن زيان (1236-1283 م) بالحكم تمكن بعدها من
وضع قواعد لدولة قوية، في عهده ثم خلفاءه من بعده أصبحت تلمسان مركزاً لنشر الثقافة ومركزاً تجاريا أيضاًً. تأرجح بنو عبد الواد بعد ذلك بين وصاية المرينيين أصحاب المغرب تارة ثم الحفصيين أصحاب تونس تارة أخرى، والذين أجبروهم مرات عدة في القرنين الـ13 والـ14 م على التنحي. ثم انتهى بهم الحال إلى أن وقعو تحت سيطرة المرينيين. أعيد إحياء سلطة الدولة وبلغت الثقافة أعلى درجاتها في عهد أبو حمو الثاني (1359-1389 م)، قبل أن يقعو مرة أخرى تحت سيطرة الحفصيين. منذ 1510 م وبسبب التهديد الإسباني وضع بنو عبد الواد أنفسهم تحت حماية الأتراك (الذين سيطروا على مدينة الجزائر عام 1516 م بأيدي عروج بربروسة). بين 1552-1554 م استولى العثمانيون على باقى أراضى المملكة بعد عزل آخر سلاطين بني عبد الواد.

## أسباب سقوط الدولة الزيانية

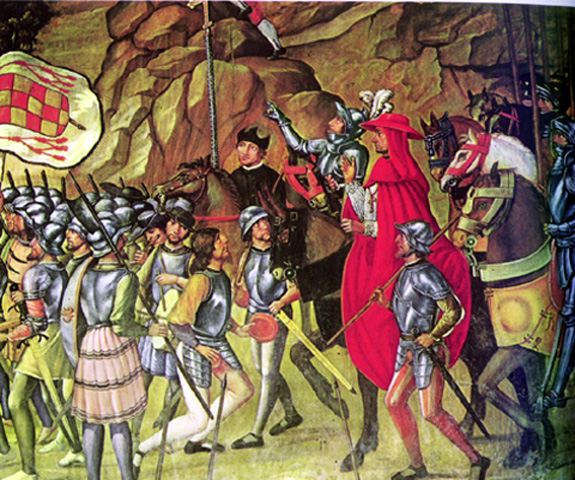
الجيش الإسباني بوهران في بداية القرن 16 م

وكان الإسبان بعد أن قضوا على الحكم الإسلامي بالأندلس عام 1492 ميلادي قد وجهوا نشاطهم لغزو بلدان المغرب الكبير، ومبالغة في النكاية بالمسلمين، ومنع اللاجئين
الأندلسيين من التفكير في العودة إلى وطنهم السليب. ومحاولة منهم أيضاً لاستعمار بلدان المغرب الكبير من أجل استغلال إمكانتياتهم الاقتصادية وموانيه الإستراتجية من الناحية العسكرية. وقد واتتهم الفرص بسبب ضعف دول المغرب الكبير، وتطاحنها فيما بينها من جهة، وفيما بين الأمراء الطموحين من جهة أخرى حتى في داخل البلد الواحدد، وكانت الدولة الزيانية في هذه الفترة قد وصلت إلى أقصى درجة من الضعف والانحلال فأخد الإسبان يحتلون موانيها وأطرافها تمهيداً لاحتوائها في النهاية وفق مخطط مدروس، فبعد أن وصل إلى تلمسان آخر أمراء بني الأحمر بغرناطة أبو عبد الله محمد بن سعد الزغل، عبر وهران بدأت التهديدات الإسبانية تظهر في الأفق ضد تلمسان، واضطر الأمير الزياني محمد السابع أن يذهب بنفسه إلى إسبانيا ليطمئن فرناند الخامس ويقدم له الهدايا استرضاء له.
بعد سقوط غرناطة توجهت أنظار إسبانيا نحو بلدان المغرب الكبير. فاحتلت مملكة قشتالة الإسبانية سبتة التي كانت تابعة للمرينيين واحتلت مدينة وهران الزيانية وبعدها أسقطت كثيرا من المدن الساحلية الزيانية كتنس وهنين ولكنها فشلت في إسقاط مستغانم وبدأت القوات الإسبانية في التوجه نحو تلمسان عاصمتها لاحتلالها. فطلبت الدولة الزيانية المعونة من الدولة العثمانية التي قامت بارسال البحارين بابا عروج وشقيقه خير الدين بربروس سنة 1515.
وعندها سقطت الدولة الزيانية وقامت إيالة الجزائر العثمانية ذات الحكم الامركزي أي أن عاصمتها كانت مدينة الجزائر وليس اسطنبول وكانت لها عملة السولدي وكانت قوية لدرجة تحكمها بالحوض الغربي للبحر الأبيض المتوسط حيث كانت تدفع لها الدول الاوربية مبالغ كالضرائب اثر مرورها عبر المتوسط تسمى بالاتاوات وقام الجيش بتحرير مدينة وهران من الإسبان سنة 1792 وحررت الجزائر لتصبح حاكمة الضفة الغربية للمتوسط.

### أسباب السقوط الرئيسية
النزاعات الحدودية مع الدولة الحفصية شرقا والمرينية غربا
مع المرينيين
كان النزاع سيد الموقف في العلاقات بين الطرفين، فكلما سنحت الفرصة لأحدها استغلها بهدف القضاء على خصمه، وسبب ذلك النزاع والعداء هو أن كل منهما يعتبر نفسه الوريث الشرعي للموحدين[بحاجة لمصدر]. فالمرينيون سبب أنهم هم من استولى على عاصمتهم مراكش والأندلس، وبنو زيان فلكونهم كانوا من أخلص مساعديهم وأنصارهم. لكن نظرا لانشغال الزيانيين بمشاريعهم الداخلية وبالحفصيين شرقا فقد تمكن المرينييون من التوسع شرقا إلى أن سقطت تلمسان بيدهم سنة: 1352 ولم يرض الزيانيون سياسة الأمر الواقع، بل واصلوا
نشاطهم إلى أن استعادوا عاصمتهم وطردوا المرينيين إلى ما وراء الحدود وكان ذلك سنة: 1359 على يد أبو حمو موسى الثاني وحلفاءه قبائل بنو عامر وحميان. ولما لاحظ الزيانيون تجرء المرينيين والحفصيين على دولتهم، عمدوا إلى تدريب الجيش وتقويته حتى غدا أقوى جيش بالمغرب الكبير. وبطبيعة الحال هذا لم يرضي الحفصيين ولا المرينيين، فتحالفوا ضد الدولة الزيانية. فعمدوا إلى إثارة الفتن والاضطرابات استعدادا للهجوم والقضاء على مملكة بني زيان. لكن الزيانيين كانوا لهم بالمرصاد، فوحدوا كلمة القبائل الزيانية أولا ومن ثم توجهوا شرقا وغربا إلى الحفصيين والمرينيين وأنزلوا بهم خسائر كبيرة. ففي الشرق تقلص النفوذ الحفصي، وفي الغرب سقطت بيدهم «فاس» (عاصمة المرينيين) ومن حينها لم تحاول مراكش المرينية ولا تونس الحفصية التحرش أو الاعتداء على التراب الزياني.

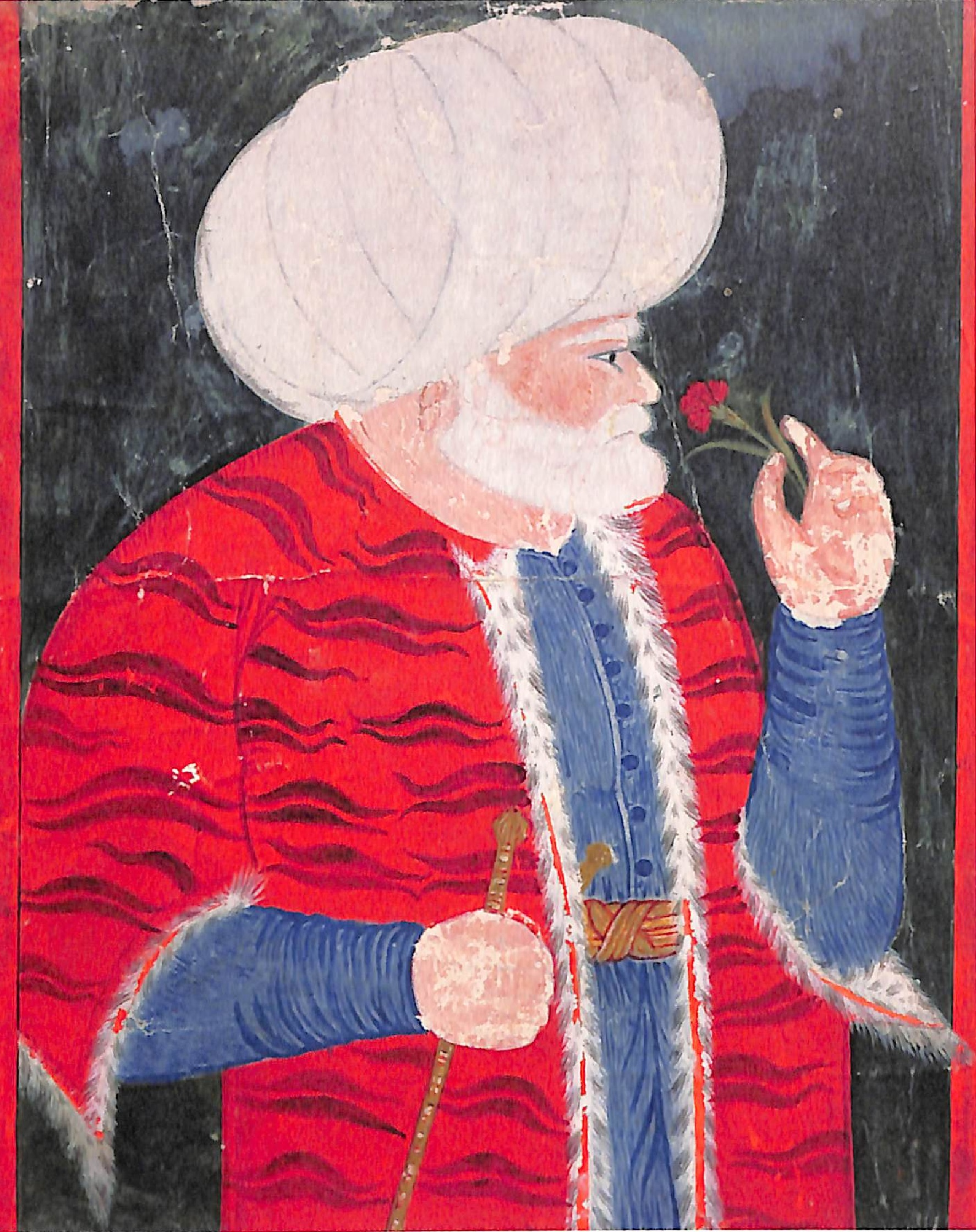
خير الدين بربروس حاكم الجزائر العثماني الذي قضى على دولة بني زيان

لقد قام القراصنة الأوروبيين ولاسيما الإسبانيين والإيطاليين بعدة اعتداءات على الشواطئ الإسلامية، فنهبوا واستولوا على السفن التي وقعت في قبضتهم كما قاموا بمحاولات لاحتلال بعض من موانئ المغرب الكبير. وبتكرار اعتداءاتهم على الموانئ الزيانية مثل: المرسى الكبير ودلس وغيرها، قام الجيش الزياني بحملة كبيرة على سواحل إسبانيا وصقلية انتقاما لما حل بالمسلمين في تلك البقاع، ومع ذلك استمر القراصنة في مضايقتهم لسواحل المغرب الكبير. لذلك غير الزيانيون أسلوبهم في الدفاع فنظموا الجيش الأمر الذي حال دون احتلال الإسبان للدولة الزيانية.
مع العلم بأن الإسبان هدموا عدة مساجد وقصور ونهبوا عدة نفائس، فمن ذلك مثلا أنهم نقلوا من بجاية وحدها ما حمولته 30 سفينة إلى إسبانيا وحطموا قصورها ومساجدها وخربوا حدائقها وحماماتها. كما تكالبت الأساطيل الأوروبية وخاصة منها الإسبانية على موانئ المغرب الكبير، حيث قاموا باحتلال المرسى الكبير سنة 1505 ثم وهران سنة 1509 ثم توسع الإسبان في موانئ الدولة الحفصية، فاستولوا على مدينة بجاية وطرابلس سنة 1510 وخضعت لهم عقب ذلك مدن ساحلية عدة كدلس، وشرشال، ومستغانم وأجبرت الدولة الزيانية على دفع الجزية للدولة الاسبانية. وعندها شرع الزيانيون في توسيع أسطولهم البحري وتعزيزه بأمهر الملاحين المسلمين، وأخذ الأسطول يقضي على حركة القرصنة في البحر. وامتدت هذه الهجمات بظهور الإخوة بربروس: القائد عروج بربروس وشقيقه خير الدين بربروس " (أي ذو اللحية الحمراء لأنه كان يخضبها بالحناء). اللذان تمكنا من القدوم إلى بجاية وطرد الإسبان منها، ثم طرد الإيطاليين من جيجل. ولم يهتم الإخوة بربروس فقط بالقضاء على الدولة الزيانية وصد هجمات الأساطيل الإسبانية وغيرها على شواطئ البلاد، بل اهتموا كذلك بالتوسع في الداخل وتم على يدهم القضاء على الدولة الزيانية وتوحيد الممالك والمدن الصغيرة تحت سلطتهم تحت مسمى إيالة الجزائر قبل ان تسقط تلمسان بيدهم وتضم للإيالة سنة 1518م.

## أهم سلاطين بني زيان
|      | الحاكم                                                                                 | الحياة    | الحكم     |
| ---- | -------------------------------------------------------------------------------------- | --------- | --------- |
| 1    | أبو يحي يغمراسن بن زيان                                                                |           | 1282-1235 |
| 2    | أبو سعيد عثمان الأول بن يغمراسن                                                        | ....-1303 | 1303-1282 |
| 3    | أبو زيان محمد بن عثمان الأول                                                           | ....-.... | 1307-1303 |
| 4    | أبو حمو موسى الأول بن عثمان الأول                                                      | ....-1318 | 1318-1307 |
| 5    | أبو تاشفين الأول عبد الرحمن بن أبي حمو موسى الأول                                      |           | 1337-1318 |
|      | دخول المريننين الأول (أبو الحسن علي المريني)                                           |           | 1348-1337 |
| 6    | أبو سعيد بن أبي زيد عبد الرحمن بن أبي زكريا يحي بن يغمراسن                             | ....-1352 | 1352-1348 |
| 7    | أبو ثابت بن أبي زيد عبد الرحمن بن أبي زكريا يحي بن يغمراسن                             | ....-1352 | -13521352 |
|      | دخول المريننين الثاني (أبو عنان فارس المريني)                                          |           | 1359-1352 |
| 8    | أبو حمو موسى الثاني بن أبي يعقوب يوسف بن أبي زيد عبد الرحمن بن يحي بن يغمراسن          |           | 1389-1359 |
| 9    | أبو تاشفين الثاني عبد الرحمن بن أبي حمو موسى الثاني                                    |           |           |
| 10   | أبو ثابت يوسف بن أبي تاشفين الثاني                                                     | ....-1392 | 1392-1389 |
| 11   | أبو الحجاج يوسف بن أبي حمو موسى الثاني (ابن الزابية)                                   | ....-1396 | 1394-1993 |
| 12   | أبو زيّان الثاني عبد الرحمن بن أبي حمو موسى الثاني                                      | ....-.... | 1399-1394 |
| 13   | أبو محمد عبد الله الأول بن أبي حمو موسى الثاني                                         | ....-.... | 1402-1399 |
| 14   | أبو عبد الله محمد الأول بن أبي حمو موسى الثاني (ابن خولة)                              | ....-1411 | 1411-1402 |
| 15   | عبد الرحمن الثالث بن أبي عبد الله محمد الأول                                           | ....-.... | 1412-1411 |
| 16   | السعيد بن أبي حمو موسى الثاني                                                          | ....-.... | 1412-1412 |
| 17   | أبو مالك عبد الواحد بن أبي حمو موسى الثاني                                             | ....-1430 | 1424-1412 |
| 18   | أبو عبد الله محمد الثاني بن أبي تاشفين الثاني (ابن الحمراء)                            | ....-1438 | 1428-1424 |
| 17-2 | أبو مالك عبد الواحد بن أبي حمو موسى الثاني (للمرة الثانية)                             | ....-1430 | 1430-1428 |
| 18-2 | أبو عبد الله محمد الثاني بن أبي تاشفين الثاني (للمرة الثانية)                          | ....-1438 | 1431-1430 |
| 19   | أبو العباس أحمد المعتصم (العاقل) بن أبي حموموسى الثاني                                 | ....-1462 | 1461-1431 |
| 20   | أبو عبد الله محمد الثالث المتوكل على الله بن أبي زيان بن أبي ثابت بن أبي تاشفين الثاني | ....-1468 | 1468-1461 |
| 21   | أبو تاشفين الثالث بن أبي عبد الله محمد الثالث المتوكل                                  | ....-.... | 1468-1468 |
| 22   | أبو عبد الله محمد الرابع الثابتي بن أبي عبد الله محمد الثالث المتوكل                   | ....-1505 | 1468-1505 |
| 23   | أبو عبد الله محمد الخامس بن أبي عبد الله الرابع الثابتي                                | ....-.... | 1516-1505 |
| 24   | أبو حمو الثالث بن أبي عبد الله محمد الرابع الثابتي                                     | ....-.... | 1517-1516 |
| 25   | أبو زيان أحمد الثالث بن أبي محمد عبد الله                                              | ....-1550 | 1518-1517 |
| 24-2 | أبو حمو الثالث بن أبي عبد الله محمد الرابع الثابتي (المرة الثانية)                     |           | 1528-1515 |
| 26   | أبو محمد عبد الله الثاني بن أبي حمو الثالث بن أبي عبد الله الرابع                      | ....-.... | 1540-1528 |
| 27   | أبو عبد الله محمد السادس بن أبي محمد عبد الله الثاني بن أبي حمو الثالث                 | ....-1550 | 1542-1540 |
| 28   | أبو زيان أحمد الرابع بن أبي محمد عبد الله الثاني بن أبي حمو الثالث                     | ....-.... | 1500-1542 |
| 27-2 | أبو عبد الله محمد السادس بن أبي محمد عبد الله الثاني بن أبي حمو الثالث (للمرة الثانية) | ....-1550 | 1542-1542 |
| 28-2 | أبو زيان أحمد الرابع بن أبي محمد عبد الله الثاني بن أبي حمو الثالث (للمرة الثانية)     |           | 1550-1542 |
| 29   | الحسن بن أبي محمد عبد الله الثاني بن أبي حمو الثالث (آخر ملوك الدولة الزيانية)         | ....-.... | 1554-1550 |